# Condado de Wabaunsee
O Condado de Wabaunsee é um dos 105 condados do estado americano de Kansas. A sede do condado é Alma, e sua maior cidade é Alma. O condado possui uma área de 2 071 km² (dos quais 6 km² estão cobertos por água), uma população de 6 885 habitantes, e uma densidade populacional de 3 hab/km² (segundo o censo nacional de 2000). O condado foi fundado em 26 de fevereiro de 1867.